# Elezioni presidenziali negli Stati Uniti d'America del 1792
Le elezioni presidenziali statunitensi del 1792 furono le seconde elezioni presidenziali negli Stati Uniti d'America, e le prime in cui ciascuno dei tredici stati originali scelse i suoi elettori (con l'aggiunta di Kentucky e Vermont, recentemente entrati nell'unione).
Il sistema elettorale allora vigente, attivo dal 1788 al 1800, prevedeva che ciascun elettore esprimesse due preferenze. Il candidato che riceveva il maggior numero di voti, qualora tali voti fossero uguali o superiori alla metà del numero totale di elettori, veniva eletto Presidente. Il secondo candidato per numero di voti ottenuti diventava Vicepresidente.
Come nelle elezioni del 1788, George Washington ottenne il mandato presidenziale all'unanimità. Alla vicepresidenza venne riconfermato John Adams, al secondo posto per numero di preferenze con 77 voti elettorali.

## Elezioni generali

### I candidati
- John Adams, vicepresidente degli Stati Uniti dal Massachusetts
- Aaron Burr, senatore, da New York
- George Clinton, governatore di New York
- Thomas Jefferson, segretario di Stato dalla Virginia
- George Washington, presidente degli Stati Uniti dalla Virginia

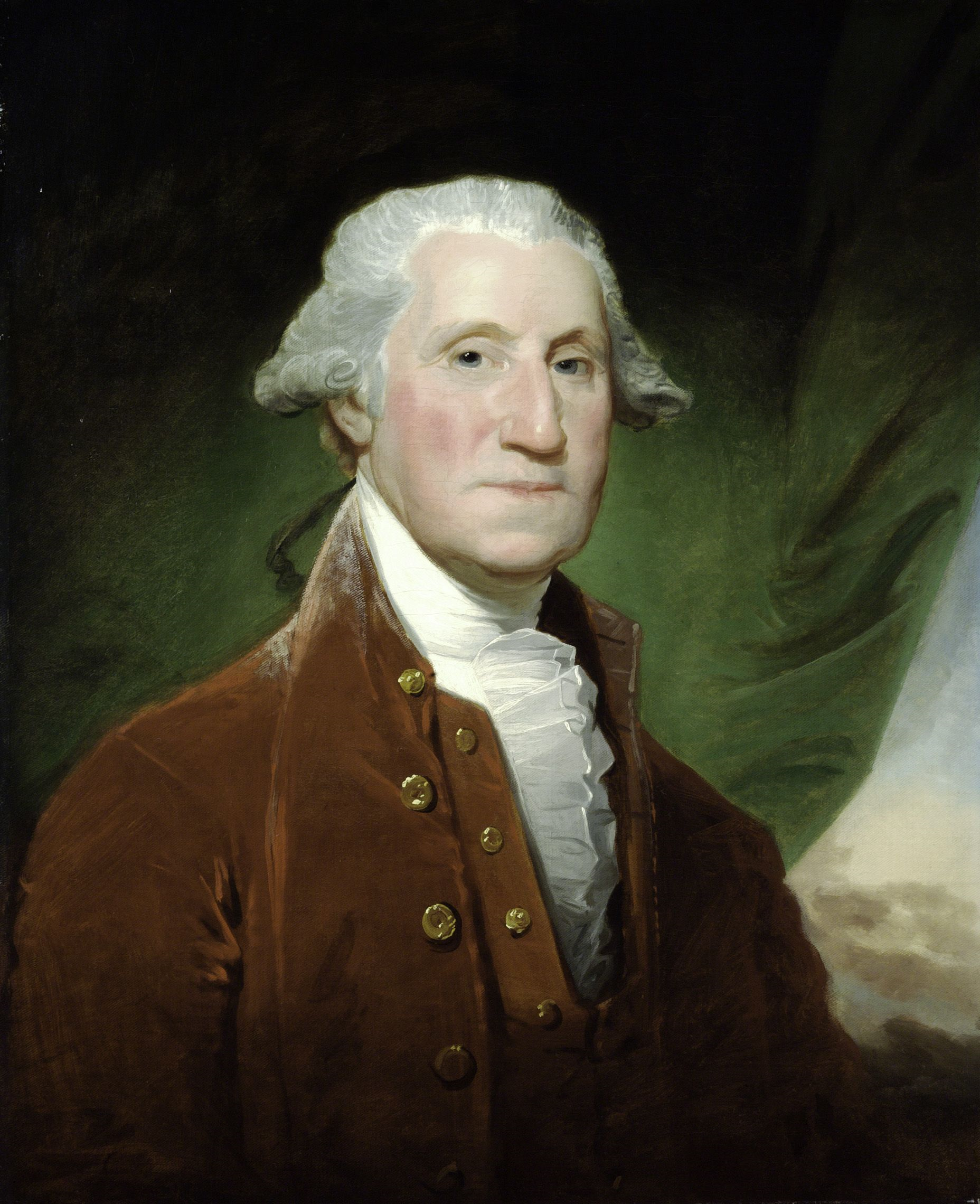
Il presidente George Washington

### La campagna
All'epoca, si era andata delineando una divisione tra il Partito Federalista, guidato dal segretario al Tesoro Alexander Hamilton, che proponeva un governo federale più forte, con un ruolo di indirizzo economico, e il Partito Democratico-Repubblicano, guidato dal Segretario di Stato Thomas Jefferson e dal deputato James Madison, che favoriva i diritti dei singoli Stati e osteggiava il programma economico di Hamilton. Madison fu inizialmente un Federalista, finché non scelse di osteggiare la First Bank degli Stati Uniti, che era stata formata nel 1791, dando vita nel 1792 al Partito Democratico-Repubblicano con l'Antifederalista Thomas Jefferson. Le elezioni del 1792 furono le prime a essere combattute su basi che si possano definire partigiane. Nella gran parte degli Stati, le elezioni per il Congresso furono percepite, per dirla con lo stratega di Jefferson John Beckley, come "una lotta tra il Dipartimento del Tesoro e l'interesse della Repubblica". A New York, la competizione per il seggio di governatore seguì la stessa falsariga. I candidati furono il giudice capo John Jay, hamiltoniano, e l'uscente George Clinton, alleato di Jefferson e dei Democratico-repubblicani.
Benché Washington avesse già considerato il suo ritiro, entrambi gli schieramenti lo incoraggiarono a restare in carica per cercare una mediazione tra le differenze politiche delle due fazioni; la presidenza Washington poteva contare sull'appoggio di tutte le parti in causa, e la sua popolarità era stata accresciuta dall'approvazione della Carta dei Diritti. Pertanto, Democratico-repubblicani e Federalisti si contesero la Vicepresidenza, con l'uscente John Adams candidato dei federalisti, e George Clinton per i democratico-repubblicani. Dato che alcuni Elettori democratico-repubblicani votarono contro il loro candidato George Clinton, appoggiando invece Thomas Jefferson e Aaron Burr, Adams riuscì agevolmente a essere rieletto vicepresidente.

### Risultati
Il Collegio elettorale scelse unanimemente Washington. John Adams fu nuovamente eletto vicepresidente come secondo candidato più votato, ottenendo stavolta i voti della maggioranza degli elettori. George Clinton riuscì solo a conquistare i voti di Georgia, Carolina del Nord e Virginia, oltre alla nativa New York e un singolo elettore della Pennsylvania. A Thomas Jefferson andarono i voti del Kentucky, da poco separatosi dalla sua patria Virginia. Un solo elettore della Carolina del Sud scelse Aaron Burr.
Per gli Elettori presidenziali vennero espressi solo 13.332 voti popolari, stabilendo un record negativo per le consultazioni presidenziali americane a tutt'oggi non superato.

#### Voto popolare
| Lista                             | Voto popolare | Voto popolare |
| Lista                             | Voti          | Percentuale   |
| --------------------------------- | ------------- | ------------- |
| Elettori Federalisti              | 9.478         | 71,1%         |
| Elettori Democratico-repubblicani | 3.854         | 28,9%         |
| Totale                            | 13.332        | 100,0%        |

Fonte: (EN)  U.S. President National Vote. (EN)  Our Campaigns. (11 febbraio 2006).

#### Voto elettorale
| candidato         | Partito                  | Stato         | Voti popolari | %   | Voti elettorali |
| George Washington | (nessuno)                | Virginia      | 13.332        | 100 | 132             |
| John Adams        | Federalista              | Massachusetts | 0             | __  | 77              |
| George Clinton    | Democratico-repubblicano | New York      | 0             | __  | 9               |
| Thomas Jefferson  | Democratico-repubblicano | Virginia      | 0             | __  | 6               |
| Aaron Burr        | Democratico-repubblicano | New York      | 0             | __  | 6               |
| Totale            | Totale                   | Totale        | 13.332        | 100 | 264             |

#### Riepilogo per ticket
| Candidato Presidente | Candidato Vice   | Voti elettorali |
| George Washington    | John Adams       | 77              |
| George Washington    | George Clinton   | 50              |
| George Washington    | Thomas Jefferson | 4               |
| George Washington    | Aaron Burr       | 1               |

## Selezione del collegio elettorale
| Metodo di scelta degli elettori | Stato/i                 |
| lo Stato fu diviso in distretti elettorali, con un elettore espresso da ciascuno di essi | Kentucky, Virginia      |
| ogni elettore scelto con voto popolare a collegio statale unico | Maryland, Pennsylvania  |
| - due distretti per il congresso scelsero 5 elettori ciascuno, i rimanenti due distretti 3; - ogni elettore espresso dalla maggioranza dei voti di ciascun distretto; - se tale metodo avesse selezionato un numero insufficiente di elettori, i posti vacanti sarebbero stati coperti con nomine effettuate dalla legislatura statale | Massachusetts           |
| - ogni elettore scelto con voto popolare di maggioranza a collegio statale unico; - se un numero insufficiente di elettori fosse stato scelto con voto di maggioranza, si sarebbe tenuto un ballottaggio tra un numero di candidati non eletti (i più votati) pari al doppio dei seggi rimasti vacanti                                 | New Hampshire           |
| ogni elettore nominato dalla legislatura statale | (tutti gli altri stati) |